# Commwarrior
Commwarrior — первый известный вирус для сотовых телефонов Symbian Series 60. Имеет российское происхождение. Распространяет себя через Bluetooth (из-за чего сильно разряжает аккумулятор) и MMS, подбирая адреса из адресной книги абонента.
Commwarrior имеет две версии — Commwarrior.A и Commwarrior.B, но различий между ними практически нет.
Содержит текст:
 CommWarrior v1.0 (c) 2005 by e10d0r 

OTMOP03KAM HET!
Самый простой способ удаления вируса — запуск деинсталлера «netqin_commwarrior.amr».